# Freak of Nature
Freak of Nature was een Amerikaanse hardrockband, geformeerd in 1992 door de voormalige White Lion-zanger Mike Tramp. De band werd geformeerd nadat White Lion uit elkaar ging en de follow-up was aanzienlijk donkerder en moeilijker dan White Lion. De band bracht drie albums uit en werd daarna in 1996 ontbonden. Na Freak of Nature bracht Mike Tramp verschillende soloalbums uit en formeerde hij ook White Lion weer met een nieuwe bezetting.

## Bezetting
Voormalige leden
- Mike Tramp[3] (zang)
- Dennis Chick[4] (gitaar)
- Kenny Korade[5] (gitaar)
- Jerry Best[6] (basgitaar)
- Johnny Haro[7] (drums)
- Oliver Steffensen[8] (gitaar)
- Marcus Nand[9] (gitaar)

## Geschiedenis
In september 1991, slechts enkele dagen nadat White Lion hun laatste optreden had gespeeld, ontmoette Mike Tramp zijn oude vriend Oliver Steffensen, die een oorspronkelijk lid was van de pre-White Lion-band Danish Lions. Het duo bracht weken door in het huis van Tramp in Santa Monica (Californië), wat resulteerde in verschillende nummers die later werden uitgebracht onder de naam Mike and Oliver. Het album kreeg de titel Brothers For Life en was Tramps progressie van White Lion naar Freak of Nature. Drie nummers uit dezelfde sessies verschenen later op het debuutalbum van Freak of Nature. Ex-Lion bassist Jerry Best trad kort daarna toe tot het duo, net als ex-Strike Twice gitarist Kenny Korade. De band gebruikte geprogrammeerde drums en een andere drummer, totdat drummer Johnny Haro zich bij de nieuw geformeerde band voegde. Na zes maanden repeteren hadden Tramp en Steffensen ruzie, waardoor Steffensen de band verliet om terug te keren naar Denemarken. In 1992 werd ex-House of Lords-gitarist Dennis Chick toegevoegd om Steffensen te vervangen en de band was eindelijk officieel.
In november 1992 betrad de band de Record Plant in Sausalito, Californië om hun titelloze debuutalbum op te nemen en hoewel de plaat, die in 1993 werd uitgebracht via Music For Nations, niet in grote hoeveelheden wisselde, haalde Freak Of Nature's meedogenloze werkethiek veel bewonderaars binnen. Rescue Me werd uitgebracht als debuutsingle en Turn the Other Way werd uitgebracht als promosingle. Beide singles bevatten muziekvideo's. In 1993 toerde Freak of Nature acht maanden lang en speelden ze een mix van headliner-shows, voornamelijk in het Verenigd Koninkrijk, waaronder optredens op het Roskilde Festival op 2 juli en ondersteunde uitvoeringen voor Helloween in september en Dio in november.
Begin 1994 zei Korade dat hij de band wilde verlaten en zowel Best als Haro gaven hetzelfde aan. Tramp slaagde erin om Best en Haro over te halen om te blijven, maar Korade stemde er alleen mee in om te blijven tijdens de opnames van het tweede album van de band. Gathering of Freaks werd uitgebracht in 1994 en kort na de opnameprocessen in Canoga Park, Californië en North Hollywood, Californië, werd Korade vervangen door Marcus Nand. Het album stond een week op #66 in de Britse Albums Chart in oktober 1994, wat de enige Britse hit van de band was. Het album bevatte de single Enemy met een videoclip. Sea of Tranquility-verslaggever Murat Batmaz gaf het album een lovende recensie en noemde het misschien Mike Tramps grootste vocale optreden met zijn donkerste songwriting-visie. De band ondernam een tournee ter ondersteuning van het album en werd uiteindelijk ontbonden. In 1998 verscheen het album Outcasts met scenes, demo's en rariteiten.
Tramp verhuisde naar Australië en bracht tussen 1998 en 2004 vier studioalbums en één livealbum uit als soloartiest: Capricorn, Recovering the Wasted Years, More to Life Than This en Songs I Left Behind als studio-pogingen, met Rock 'N' Roll Alive als livealbum. Tramp formeerde ook White Lion weer met een nieuwe bezetting onder de naam Tramp's White Lion (ook bekend als White Lion II) vanwege juridische problemen met voormalige leden. De band speelde en nam White Lion-nummers opnieuw op. TWL toerde in 2005 en bracht de dubbel live-cd Rocking the USA uit. In 2007 werd de White Lion-compilatie The Definitive Rock Collection uitgebracht en de band was klaar voor een zomertournee met Poison en Ratt, maar werd door de tourneepromotor gedropt, nadat ex-White Lion-gitarist Vito Bratta dreigde juridische stappen te ondernemen over de bandnaam. Uiteindelijk kon Tramp de naam White Lion gebruiken en brachten ze Return of the Pride uit in 2008. Uiteindelijk kon Tramp de naam White Lion gebruiken en brachten ze Return of the Pride uit in 2008. Korade keerde terug om te spelen op Tramps soloalbum Capricorn in 1997. Korade formeerde de band Zero G, die op een gegeven moment ook Best en Haro omvatte. Korade trad later toe tot de tourneeband van Courtney Love.
Best speelde bas voor Dio tussen augustus 1995 en mei 1996, nam deel aan opnamesessies en een Zuid-Amerikaanse tournee. Hij bleef ook voor de pre-productie op het album Angry Machines van Dio en schreef mee aan een aantal nummers. Hij speelde ook op Tramps soloalbum Capricorn en de daarop volgende tournee. Ook maakte hij een paar jaar deel uit van de band van Courtney Love en schreef hij mee aan zeven van de twaalf nummers op America's Sweetheart. Hij speelde ook tijdens de Amerikaanse tournee  van White Lion in juli 2007. Haro zat in de band Star 69 in 1996 en 1997 en speelde op hun laatste album Eating February. Hij ging voor een korte periode naar Stabbing Westward, waar hij in 1998 de drummer tijdens de tournee verving. Een paar maanden later vervoegde Haro zich bij Econoline Crush, waar hij bleef tot het uiteenvallen van de band in 2001. In 2002 ging hij samenwerken met ex-zanger Christopher Hall van Stabbing Westward en formeerde hij The Dreaming.
Steffensen formeerde de band Spacehead en bracht een album uit. Later verscheen het album Brothers For Life onder de naam Mike & Oliver met pre-Freak of Nature-materiaal. Steffensen maakte ook deel uit van Tramps soloalbums Recovering the Wasted Years en More to Life Than This en speelde ook met Tramp tijdens zijn Europese tournee in 2003.
Dennis Chick runt een winkel in gebruikte motoren in Los Angeles. Nand verhuisde terug naar Málaga in Spanje, waar hij opgroeide. Later keerde hij terug naar Los Angeles, waar hij zowel solo als met andere muzikanten werkte. In 2014 verklaarde Tramp dat een reünie van Freak of Nature alleen mogelijk zou zijn met de oorspronkelijke leden.

## Discografie

### Albums
- 1993: Freak of Nature
- 1994: Gathering of Freaks

### Compilaties
- 1998: Outcasts - compilatiealbum met demo's en uitgangen
- 2003: Freakthology - gelimiteerde uitgave boxset met alle drie de albums

### Singles en ep's
- Rescue Me (alleen in Europa)
- Rescue Me (alleen in Japan
- Turn the Other Way (promo single)
- Enemy (promo single)

### Dvd's
- 2004: Live in Japan 1993
- 1993: † Bonus footage : Freak of Nature unplugged in France (1993)

### Andere albums
- Brothers For Life (MIke & Oliver) - Pre Freak of Nature album